# إريك باركلي
إريك باركلي (بالإنجليزية: Erick Barkley)‏ مواليد 21 فبراير 1978 في كوينز، هو مدرب كرة سلة أمريكي ولاعب سابق. بدأ مسيرته الاحترافية في سنة 2000. تم اختياره من قبل فريق بورتلاند ترايل بلايزرز خلال الدرافت. يبلغ طوله 6 قدم 1 بوصة (1.9 م). حقق المركز الأول في الألعاب الجامعية الصيفية 1999. اعتزل اللعب في 2011.

## الميداليات
| الميدالية | المسابقة                      |
| --------- | ----------------------------- |
| ذهبية     | الألعاب الجامعية الصيفية 1999 |

## روابط خارجية
- إريك باركلي على موقع إن بي أي (الإنجليزية)
- إريك باركلي على موقع سبورتس رفرنس (الإنجليزية)
- إريك باركلي على موقع كرة السلة الأوروبية.كوم (الإنجليزية)
- إريك باركلي على موقع كلية كرة السلة في سبورتس رفرنس.كوم (الإنجليزية)
- إريك باركلي على موقع ريلجم (الإنجليزية)
- إريك باركلي على موقع بروبوليرز (الإنجليزية)
- إريك باركلي على موقع سبورتس رفرنس (الإنجليزية)
- إريك باركلي على موقع سبورتس رفرنس (الإنجليزية)